# Král Lear

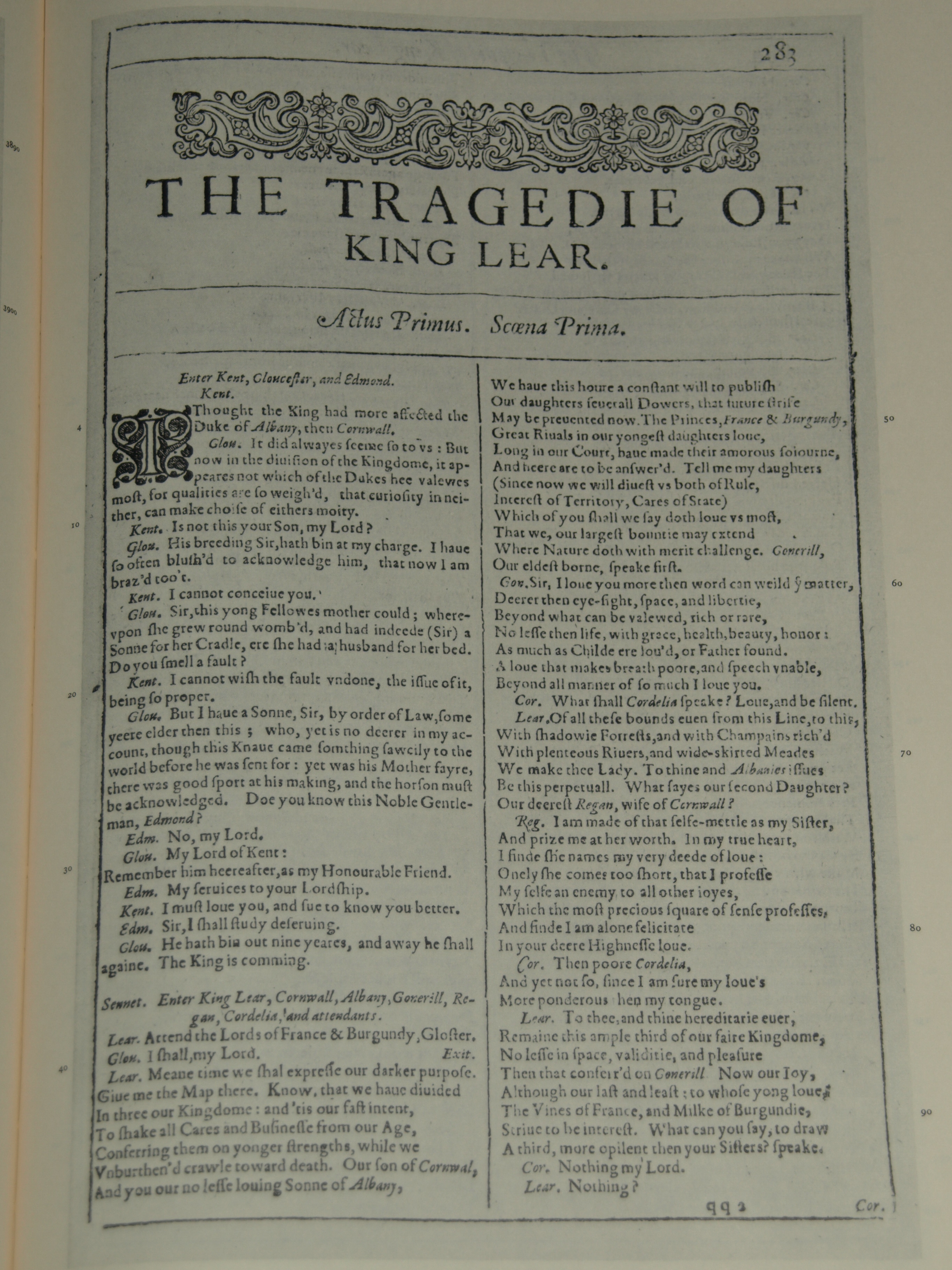
První výtisk Krále Leara z roku 1623.

Král Lear (anglicky King Lear) je tragédie anglického dramatika Williama Shakespeara napsaná mezi lety 1603–1606. Jedná se o příběh krále, který propadne šílenství poté, co pošetile rozdělí království mezi dvě ze svých tří dcer na základě jejich lichotek, což má pro všechny tragické následky.
Hra je založena na legendě o keltském králi Learovi.
V období následujícím po restauraci Stuartovců se Král Lear často hrál se šťastným koncem, protože publiku se nelíbil temný a depresivní tón hry, ale od 19. století se Shakespearova původní verze považuje za jeden z vrcholů jeho tvorby. George Bernard Shaw napsal, že "Nikdo nikdy nenapíše lepší tragédii, než je Lear".

## Postavy
| - Lear, keltský král - Šašek - Goneril, jeho nejstarší dcera - Regan, jeho druhá dcera - Cordelie, jeho nejmladší dcera - Vévoda z Albany, manžel Goneril - Vévoda z Cornwallu, manžel Regan | - Hrabě z Glostru - Hrabě z Kentu - Edgar, syn Glostra - Edmund, Glostrův levoboček - Král Francie, nápadník a pozdější manžel Cordelie - Burgundský vévoda, nápadník Cordelie |

## Děj hry

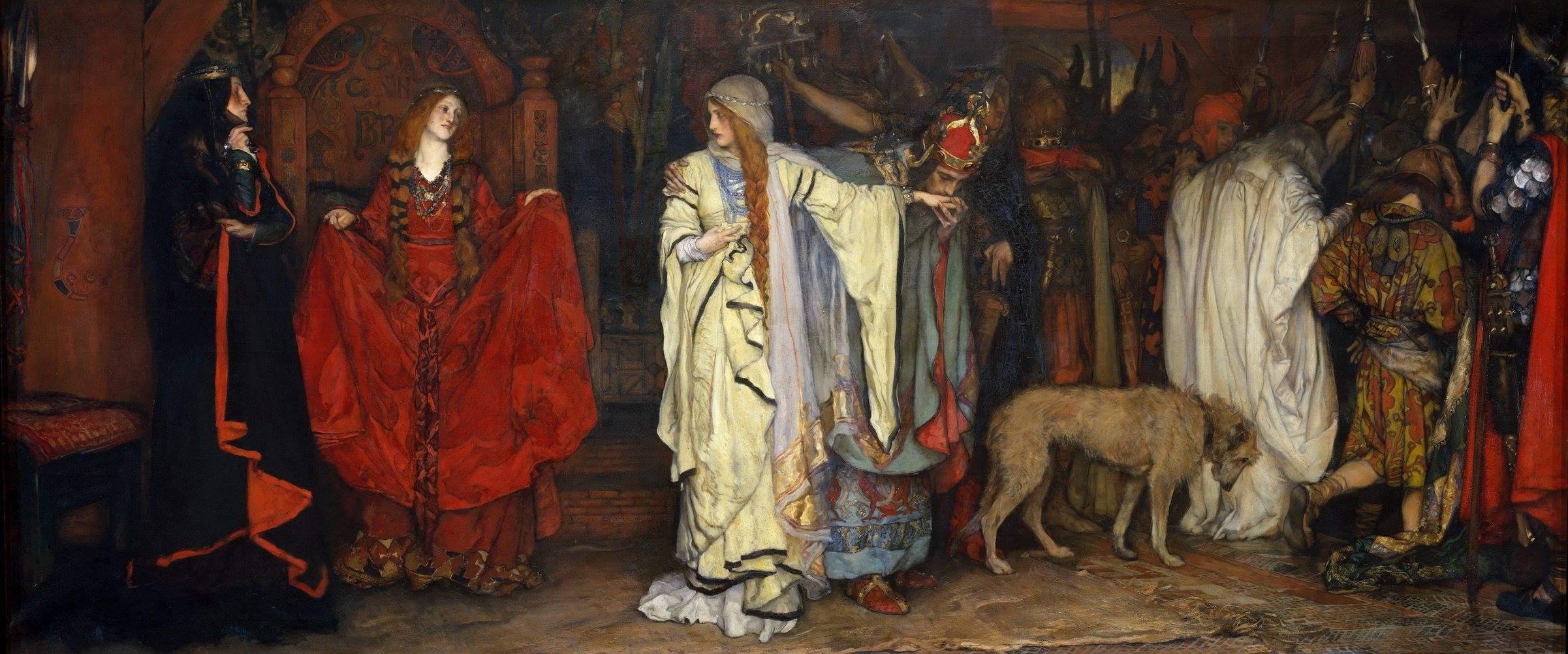
Král Lear: Kordeliino sbohem; Edwin Austin Abbey.

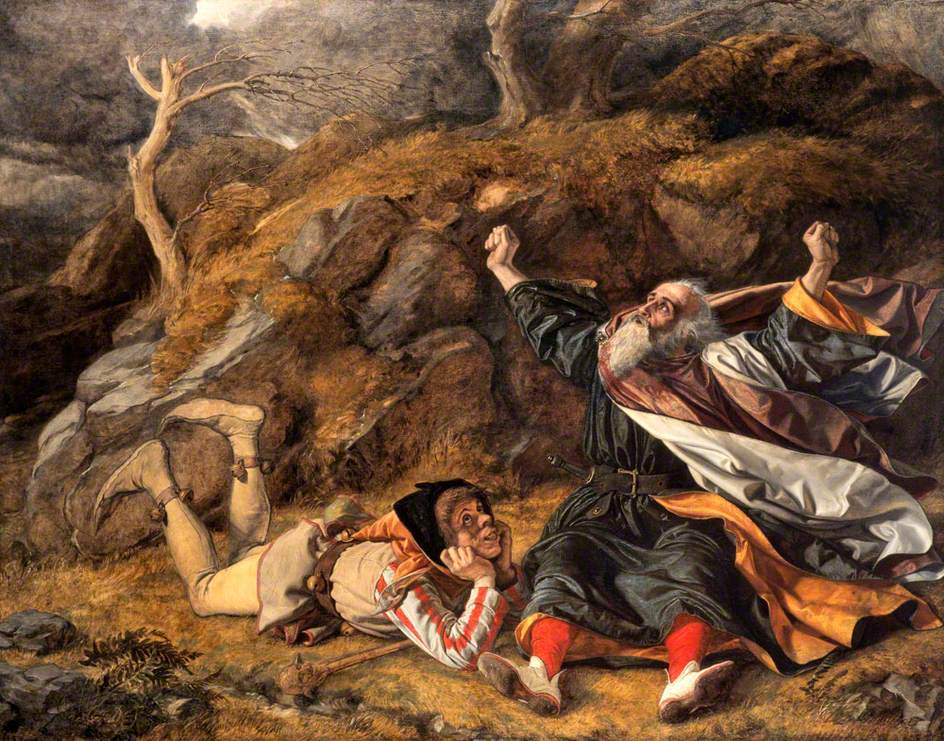
"Král Lear a šašek v bouři"; William Dyce (1806–1864).

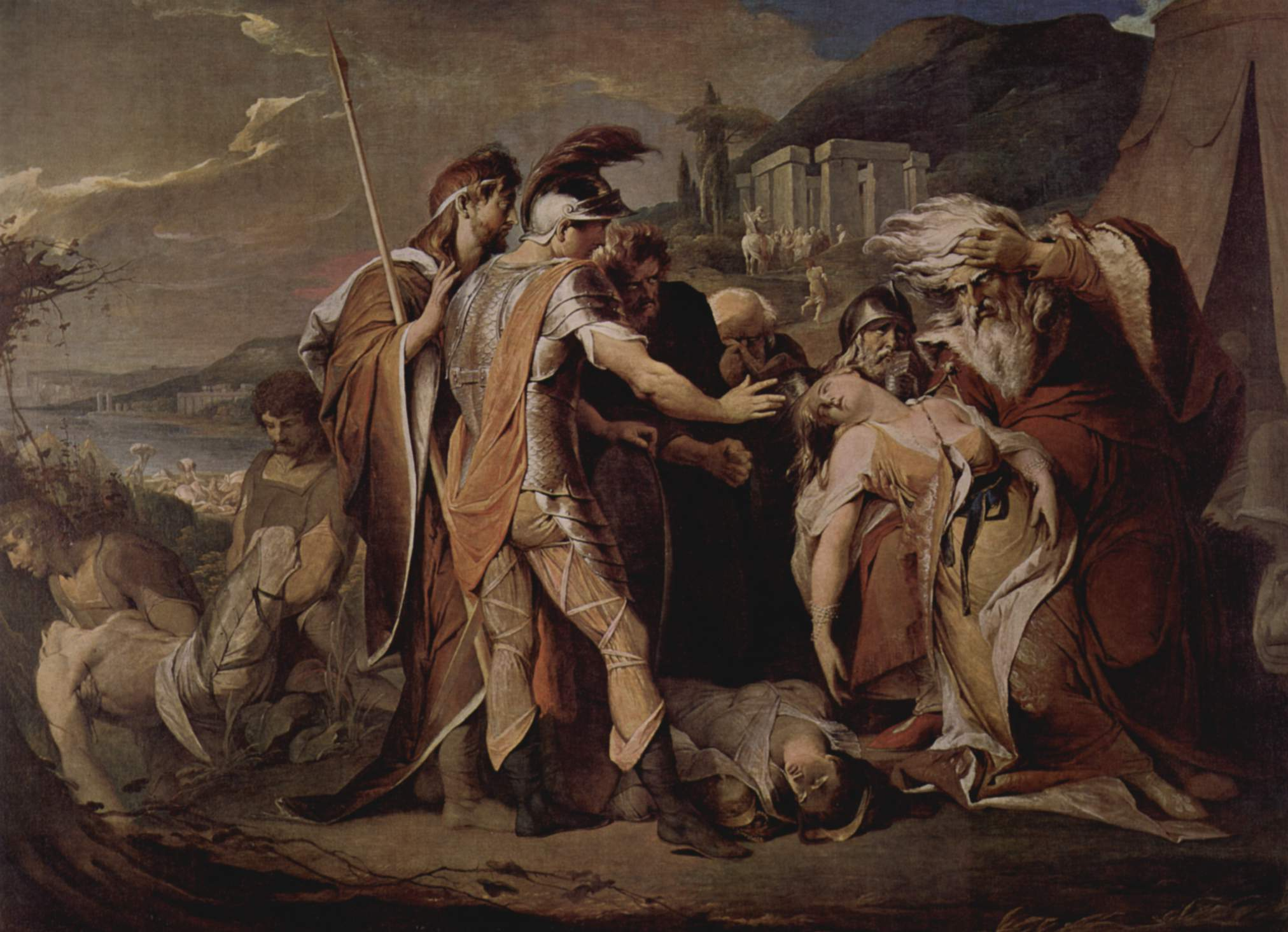
Král Lear truchlí nad smrtí Kordelie, James Barry, 1786–1788

Lear, keltský král, byl velice oblíbený a milovaný, ale stáří ho přimělo vzdát se své vlády. Nebál se opustit trůn, jelikož měl tři dcery, kterým mohl své vladařské povinnosti předat. Nejvíce miloval nejmladší dceru, Cordelii. Do poslední chvíle chtěl být spravedlivý a rozhodl se, že podle toho, jakými slovy dcery vyjádří svoji lásku k němu, tolik jim dá území.
Byl mile překvapen neupřímnými řečmi dvou starších dcer, Goneril a Regan, avšak nemile překvapen slovy Cordelie, protože neuměla slovy popsat lásku, kterou cítí ke svému otci. Tím byl král velice zarmoucen. Lear ji vyhnal ze své země.
Cordelie se vydala do Francie, kde se provdala za francouzského krále, ale byla nešťastná. Starší sestry byly na otce milé jen pro své blaho. Ihned po rozdělení vlády se k otci chovaly velice hrubě a chladně, až ho dohnaly k šílenství.
Stejně jako Lear Cordelii křivdil jeho přítel Gloster svému synovi Edgarovi. Mladší syn Edmund chtěl získat celé dědictví a donutil otce, aby staršího bratra Edgara nenáviděl. Edgar se musel převléci za chudého blázna a schovávat se.
Lear bloudil se svým šaškem a Kentem po zemi, až se setkal s Edgarem. Mezitím soupeřily jeho dcery Goneril a Regan mezi sebou. Tyto zprávy o otci se donesly i ke Cordelii. Rozhodla se tedy jet otce zachránit. Vstup Francouzů na britské území však sestry velice rozčílil a chystaly se na boj. Vyhráli Britové, ale i přesto se Cordelie s otcem setkala. Edmund, který velel části vítězného vojska, vydal rozkaz Cordelii popravit. Cordelie byla oběšena a Lear umřel ze zármutku.
Se svým otcem se setkal i Edgar a i přes to všechno mu dokázal odpustit. Usmířený otec nakonec zemřel v náručí svého syna. Goneril a Regan se navzájem zabily, pouze Edgar toto všechno přežil.